# Істру Богдан Спиридонович
Істру Богдан Спиридонович (рум. Bogdan Istru, 31 березня (13 квітня) 1914, село Піструєнь, Оргеєвський повіт Бесарабської губернії РІ — 25 березня 1993, Кишинів, Молдова) — молдовський радянський поет.

## Біографія
Навчався у вищому педагогічному училищі в Яссах, яке закінчив 1931 року. Друкуватися почав 1936 року. Учасник Другої світової війни. З 1947 року — член КПРС. Нагороджений орденом Леніна, іншими орденами, медалями.

## Творчість
Збірки віршів «Заклинання» (1937), «Смерть орла» (1938). До збірки «Голос Батьківщини» (1946) увійшли вірші періоду Другої світової війни. Автор збірок поезій «В авангарді» (1951), «Від берега до берега» (1958), поем «Похорна» (1947), «Весна в Карпатах» (1955), «Тіні, які болять» (1968), «Татарбунари» (1974), в основу якої лягли вірші про події Татарбунарського повстання, та інших.
Україні присвятив вірші «Київ», «Україні», «Хвала дружбі». Перекладач творів Т. Шевченка, І. Франка, М. Рильського, М. Бажана, А. Малишка, П. Воронька та О. Пушкіна.

## Українські переклади
- Вірші. В кн.: Молдавія. К., 1953,
- Вірші. В кн.: Сузір'я, в. 8. К., 1974.